# アムネスティア (小惑星)
アムネスティア (2437 Amnestia) は、小惑星帯にある小惑星。マルヤ・バイサラがフィンランドのトゥルクで発見した。
NGOのアムネスティ・インターナショナルに因んで名付けられた。